# Molly Scott Cato

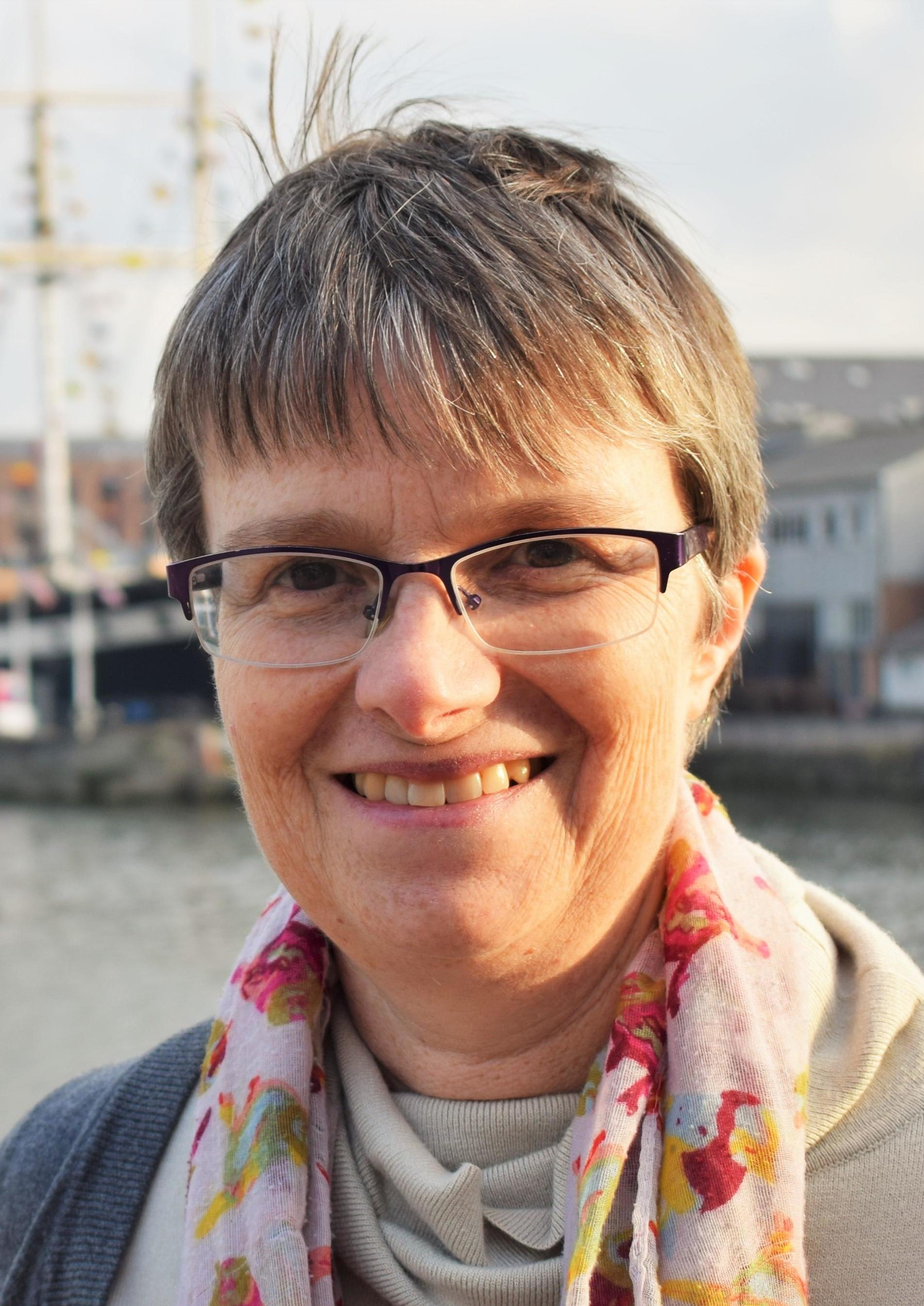
Molly Scott Cato

Sarah Margaret „Molly“ Scott Cato (* 21. Mai 1963) ist eine britische Politikerin (Green Party of England and Wales). Sie war von 2014 bis 2020 Abgeordnete des Europäischen Parlaments als Teil der Fraktion Die Grünen/EFA.

## Leben

### Ausbildung
Scott Cato wuchs im südenglischen Bath auf und studierte an der Universität Oxford Philosophie, Politik- sowie Wirtschaftswissenschaften. Nachdem sie zwischenzeitlich für ein Verlagshaus gearbeitet hatte, promovierte sie in Philosophie an der Universität von Wales in Aberystwyth. Ihre Doktorarbeit schrieb sie über die Arbeitsmarktpolitik in Südwales.

### Politisches Engagement
1988 trat Scott Cato den englisch-walisischen Grünen bei und kandidierte bei den britischen Unterhauswahlen 1997 und 2005 vergeblich um einen Sitz im House of Commons, dem britischen Unterhaus. Diesen errangen jeweils 1997 Jackie Lawrence von der Labour Party und 2005 Stephen Crabb von den Konservativen.
Nach ihrem Umzug nach Stroud, einer Kleinstadt in der südwestenglischen Hügellandschaft Cotswolds, wurde sie bei den dortigen Kommunalwahlen 2011 für die Grünen in den Stadtrat von Stroud gewählt. Ein Jahr später übernahm Scott Cato den Fraktionsvorsitz der Grünen und setzte auf eine enge Zusammenarbeit mit Labour Party und Liberal Democrats.

### Wechsel ins Europaparlament
2014 nominierte ihre Partei sie für die Europawahl 2014. Bei der Wahl wurde sie mit 11,1 Prozent zur Europaabgeordneten ihres Wahlkreises South West England gewählt. Sie trat der Fraktion Die Grünen/EFA bei. In der achten Legislaturperiode (2014–2019) war sie Mitglied im Ausschuss für Wirtschaft und Währung sowie stellvertretendes Mitglied im Ausschuss für Landwirtschaft und ländliche Entwicklung. Des Weiteren war sie Mitglied im „Untersuchungsausschuss zur Prüfung von behaupteten Verstößen gegen das Unionsrecht und Missständen bei der Anwendung desselben im Zusammenhang mit Geldwäsche, Steuervermeidung und Steuerhinterziehung“, im Sonderausschuss zu Finanzkriminalität, Steuerhinterziehung und Steuervermeidung, sowie stellvertretendes Mitglied im Sonderausschuss zu Steuervorbescheiden und anderen Maßnahmen ähnlicher Art oder Wirkung.
Bei der Europawahl 2019 trat sie erneut im Europawahlkreis South West England an und verteidigte ihr Mandat mit 18,21 Prozent der Stimmen. Sie trat wieder der Fraktion Die Grünen/EFA bei, für die sie Mitglied im Ausschuss für Wirtschaft und Währung sowie stellvertretendes Mitglied im Ausschuss für Landwirtschaft und ländliche Entwicklung war. Im Rahmen des Austritts des Vereinigten Königreichs aus der Europäischen Union verließ Scott Cato das Europäische Parlament zum 31. Januar 2020.

### Rezeption
Scott Cato nimmt aktiv an der öffentlichen Debatte um Auswege aus der Klimakrise teil; so unterzeichnete sie im Oktober 2018 einen offenen Brief, in dem der britischen Regierung eine Versagen im Klimaschutz vorgeworfen wird, die Extinction Rebellion, eine zu zivilem Ungehorsam in der Klimafrage aufrufenden Graswurzelbewegung, unterstützt wird und eine Dekarbonisierung der Wirtschaft gefordert wird. Sie ist zudem Mitunterzeichnerin eines im Dezember 2018 veröffentlichten offenen Briefes, in welchem der Politik ein Scheitern bei der Thematisierung der Krise vorgeworfen wird, dazu aufgerufen wird, sich Bewegungen wie Extinction Rebellion anzuschließen und zum Konsumverzicht aufgerufen wird.

### Privat
Molly Scott Cato lebt mit ihren drei Kindern in Stroud, Gloucestershire.